# Acanthocera longicornis
Acanthocera longicornis är en tvåvingeart som först beskrevs av Fabricius 1775.  Acanthocera longicornis ingår i släktet Acanthocera och familjen bromsar. Inga underarter finns listade i Catalogue of Life.